# 800 mètres
Le 800 mètres est une épreuve d'athlétisme de demi-fond, la plus courte de cette catégorie, correspondant à deux tours sur une piste en plein air.
Le record du monde de la discipline est détenu par le Kényan David Rudisha en 1 min 40 s 91, réalisé à Londres le 9 août 2012 en finale des Jeux olympiques. La Tchèque Jarmila Kratochvílová détient depuis 1983 le record du monde féminin en 1 min 53 s 28, mais cette performance est associée aux programmes de dopage d’État.
Le 800 m masculin figure au programme olympique depuis la première édition des Jeux, en 1896. L'épreuve féminine est disputée en 1928, lors de la première édition des Jeux ouverte aux femmes, puis disparaît jusqu'en 1960 ; elle a toujours été présente depuis.

## Spécificités
Cette course est considérée comme un véritable défi mental et physique. Elle requiert vitesse, endurance, résistance, ainsi qu'un savoir-faire tactique. L'originalité de la course réside dans le fait qu'aucun morphotype n'est avantagé : certains ont un profil de sprinter (400 m), d'autres de demi-fondeur (1 500 m).
Cette position intermédiaire et particulière fait du 800 mètres une épreuve particulièrement spécifique, qui constitue la principale difficulté de sa préparation.
Après un départ en position debout (pas de starting-blocks), le 800 mètres se court en couloirs pendant 110 mètres, puis les coureurs sont autorisés à se rabattre à partir de repères disposés sur la piste.
Aujourd'hui, des études théoriques et statistiques ont permis de dégager, à partir de l'étude détaillée de différentes compétitions sur un échantillon de nombreux athlètes, un schéma-type de course sur le 800 mètres, qui correspond (tel qu'il a été établi) à un « prototype de la course réussie », et permet en tant que tel de proposer un « modèle » de course.
Les résultats confirment la plupart des conceptions empiriques : les meilleures performances sur 800 mètres (relativement au niveau des athlètes) sont établies lors de courses dont l'allure répond à une évolution dégressive (comme sur le 400 mètres), le premier tour étant couru en moyenne 2 secondes plus vite que le second, et le premier quart de course (200 premiers mètres) étant sensiblement le plus rapide.
L'ancien record du monde de Wilson Kipketer répond lui-même à ce schéma, avec un premier tour passé en 49 s 00.

## Marquage
Chaque couloir contient une ligne de départ, blanche sur les bords et verte au milieu. À la sortie du virage se trouve une développante verte, appelée ligne de rabattement. Pour les courses, des plots sont placés à ses intersections avec les couloirs.

## Performances

### Records du monde
| Type         | Genre | Performance   | Athlète               | Date            | Lieu          |
| ------------ | ----- | ------------- | --------------------- | --------------- | ------------- |
| Piste        | M     | 1 min 40 s 91 | David Rudisha         | 9 août 2012     | JO de Londres |
| Piste        | F     | 1 min 53 s 28 | Jarmila Kratochvílová | 26 juillet 1983 | Munich        |
| Piste courte | M     | 1 min 42 s 67 | Wilson Kipketer       | 9 mars 1997     | Paris         |
| Piste courte | F     | 1 min 55 s 82 | Jolanda Čeplak        | 3 mars 2002     | Vienne        |

### Records continentaux
| Continents                                                | Hommes             | Hommes           | Hommes          | Femmes             | Femmes                | Femmes           |
| Continents                                                | Temps              | Athlète          | Date            | Temps              | Athlète               | Date             |
| --------------------------------------------------------- | ------------------ | ---------------- | --------------- | ------------------ | --------------------- | ---------------- |
| Afrique (records)                                         | 1 min 40 s 91 (WR) | David Rudisha    | 9 août 2012     | 1 min 54 s 01      | Pamela Jelimo         | 29 août 2008     |
| Asie (records)                                            | 1 min 42 s 79      | Yusuf Saad Kamel | 29 juillet 2008 | 1 min 55 s 54      | Liu Dong              | 9 septembre 1993 |
| Europe (records, progression)                             | 1 min 41 s 11      | Wilson Kipketer  | 24 août 1997    | 1 min 53 s 28 (WR) | Jarmila Kratochvílová | 26 juillet 1983  |
| Amérique du Nord, Amérique centrale et Caraïbes (records) | 1 min 41 s 20      | Marco Arop       | 10 août 2024    | 1 min 54 s 44      | Ana Fidelia Quirot    | 9 septembre 1989 |
| Océanie (records)                                         | 1 min 43 s 99      | Joseph Deng      | 8 juillet 2023  | 1 min 57 s 78      | Catriona Bisset       | 23 juillet 2023  |
| Amérique du Sud (records)                                 | 1 min 41 s 77      | Joaquim Cruz     | 26 août 1984    | 1 min 56 s 68      | Letitia Vriesde       | 13 août 1995     |

#### Piste courte
| Continent                                                 | Hommes             | Hommes            | Hommes          | Femmes             | Femmes          | Femmes          |
| Continent                                                 | Temps              | Athlète           | Date            | Temps              | Athlète         | Date            |
| --------------------------------------------------------- | ------------------ | ----------------- | --------------- | ------------------ | --------------- | --------------- |
| Afrique (records)                                         | 1 min 43 s 98      | Michael Saruni    | 9 février 2019  | 1 min 57 s 06      | Maria Mutola    | 21 février 1999 |
| Asie (records)                                            | 1 min 45 s 26      | Yusuf Saad Kamel  | 9 mars 2008     | 2 min 00 s 78      | Miho Sugimori   | 22 février 2003 |
| Europe (records, progression)                             | 1 min 42 s 67 (WR) | Wilson Kipketer   | 9 mars 1997     | 1 min 55 s 82 (WR) | Jolanda Čeplak  | 3 mars 2002     |
| Amérique du Nord, Amérique centrale et Caraïbes (records) | 1 min 44 s 21      | Donavan Brazier   | 13 février 2021 | 1 min 58 s 29      | Ajee Wilson     | 8 février 2020  |
| Océanie (records)                                         | 1 min 45 s 59      | Charlie Hunter    | 13 février 2021 | 1 min 59 s 46      | Catriona Bisset | 19 février 2022 |
| Amérique du Sud (records)                                 | 1 min 45 s 43      | José Luíz Barbosa | 8 mars 1989     | 1 min 59 s 21      | Letitia Vriesde | 23 février 1997 |

### Dix meilleures performances de tous les temps
| Temps | Temps         | Athlète           | Lieu        | Date              |
| ----- | ------------- | ----------------- | ----------- | ----------------- |
| 1     | 1 min 40 s 91 | David Rudisha     | Londres     | 9 août 2012       |
| 2     | 1 min 41 s 01 | David Rudisha     | Rieti       | 29 août 2010      |
| 3     | 1 min 41 s 09 | David Rudisha     | Berlin      | 22 août 2010      |
| 4     | 1 min 41 s 11 | Emmanuel Wanyonyi | Lausanne    | 22 août 2024      |
| 5     | 1 min 41 s 11 | Wilson Kipketer   | Cologne     | 24 août 1997      |
| 6     | 1 min 41 s 19 | Emmanuel Wanyonyi | Saint-Denis | 10 août 2024      |
| 7     | 1 min 41 s 20 | Marco Arop        | Saint-Denis | 10 août 2024      |
| 8     | 1 min 41 s 24 | Wilson Kipketer   | Zurich      | 13 août 1997      |
| 9     | 1 min 41 s 33 | David Rudisha     | Rieti       | 10 septembre 2011 |
| 10    | 1 min 41 s 46 | Djamel Sedjati    | Monaco      | 12 juillet 2024   |

| Temps | Temps         | Athlète               | Lieu      | Date             |
| ----- | ------------- | --------------------- | --------- | ---------------- |
| 1     | 1 min 53 s 28 | Jarmila Kratochvílová | Munich    | 26 juillet 1983  |
| 2     | 1 min 53 s 43 | Nadiya Olizarenko     | Moscou    | 27 juillet 1980  |
| 3     | 1 min 54 s 01 | Pamela Jelimo         | Zurich    | 29 août 2008     |
| 4     | 1 min 54 s 25 | Caster Semenya        | Paris     | 30 juin 2018     |
| 5     | 1 min 54 s 44 | Ana Fidelia Quirot    | Barcelone | 9 septembre 1989 |
| 6     | 1 min 54 s 60 | Caster Semenya        | Monaco    | 20 juillet 2018  |
| 7     | 1 min 54 s 61 | Keely Hodgkinson      | Londres   | 20 juillet 2024  |
| 8     | 1 min 54 s 68 | Jarmila Kratochvílová | Helsinki  | 9 août 1983      |
| 9     | 1 min 54 s 77 | Caster Semenya        | Ostrava   | 9 septembre 2018 |
| 10    | 1 min 54 s 81 | Olga Mineyeva         | Moscou    | 27 juillet 1980  |

### Meilleurs performeurs de l'histoire
| Rang | Temps         | Athlète           | Lieu        | Date            |
| 1    | 1 min 40 s 91 | David Rudisha     | Londres     | 9 août 2012     |
| 2    | 1 min 41 s 11 | Wilson Kipketer   | Cologne     | 24 août 1997    |
| 3    | 1 min 41 s 19 | Emmanuel Wanyonyi | Saint-Denis | 10 août 2024    |
| 4    | 1 min 41 s 20 | Marco Arop        | Saint-Denis | 10 août 2024    |
| 5    | 1 min 41 s 46 | Djamel Sedjati    | Monaco      | 12 juillet 2024 |
| 6    | 1 min 41 s 61 | Gabriel Tual      | Paris       | 7 juillet 2024  |
| 7    | 1 min 41 s 67 | Bryce Hoppel      | Saint-Denis | 10 août 2024    |
| 8    | 1 min 41 s 73 | Sebastian Coe     | Florence    | 10 juin 1981    |
| 8    | 1 min 41 s 73 | Nijel Amos        | Londres     | 9 août 2012     |
| 9    | 1 min 41 s 77 | Joaquim Cruz      | Cologne     | 26 août 1984    |
| 10   | 1 min 42 s 04 | Mohamed Attaoui   | Monaco      | 12 juillet 2024 |

| Rang | Temps         | Athlète               | Lieu      | Date              |
| 1    | 1 min 53 s 28 | Jarmila Kratochvílová | Munich    | 26 juillet 1983   |
| 2    | 1 min 53 s 43 | Nadiya Olizarenko     | Moscou    | 27 juillet 1980   |
| 3    | 1 min 54 s 01 | Pamela Jelimo         | Zurich    | 29 août 2008      |
| 4    | 1 min 54 s 25 | Caster Semenya        | Paris     | 30 juin 2018      |
| 5    | 1 min 54 s 44 | Ana Fidelia Quirot    | Barcelone | 9 septembre 1989  |
| 6    | 1 min 54 s 61 | Keely Hodgkinson      | Londres   | 20 juillet 2024   |
| 7    | 1 min 54 s 81 | Olga Mineyeva         | Moscou    | 27 juillet 1980   |
| 8    | 1 min 54 s 94 | Tatyana Kazankina     | Montréal  | 26 juillet 1976   |
| 9    | 1 min 54 s 97 | Athing Mu             | Eugene    | 17 septembre 2023 |
| 10   | 1 min 55 s 05 | Doina Melinte         | Bucarest  | 1er août 1982     |

### Meilleures performances mondiales de l'année

#### En plein air

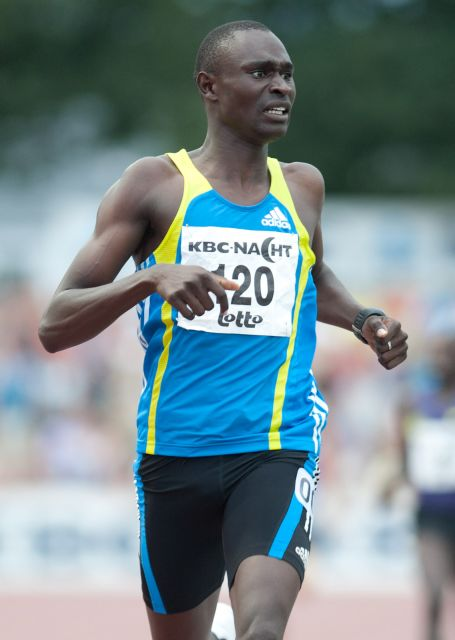
Le Kényan David Rudisha, détenteur du record du monde du 800 m, établit la meilleure performance mondiale de l'année de 2009 à 2012.

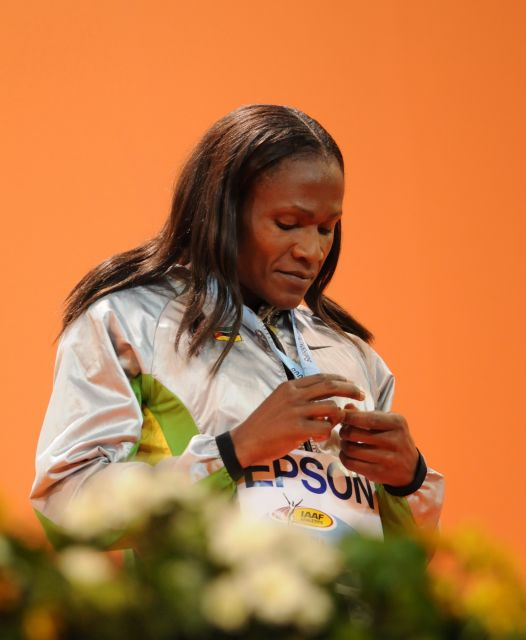
La Mozambicaine Maria Mutola établit la meilleure performance mondiale de l'année à sept reprises.

| Année | Temps         | Athlète             | Nationalité        | Lieu                |
| ----- | ------------- | ------------------- | ------------------ | ------------------- |
| 1970  | 1 min 44 s 80 | Ken Swenson         | États-Unis         | Stuttgart           |
| 1971  | 1 min 44 s 7  | Dicky Broberg       | Afrique du Sud     | Stellenbosch        |
| 1972  | 1 min 44 s 3  | Dave Wottle         | États-Unis         | Eugene              |
| 1973  | 1 min 43 s 7  | Marcello Fiasconaro | Italie             | Milan               |
| 1974  | 1 min 43 s 5  | Rick Wohlhuter      | États-Unis         | Eugene              |
| 1975  | 1 min 43 s 79 | Mike Boit           | Kenya              | Zurich              |
| 1976  | 1 min 43 s 50 | Alberto Juantorena  | Cuba               | Montréal            |
| 1977  | 1 min 43 s 44 | Alberto Juantorena  | Cuba               | Sofia               |
| 1978  | 1 min 43 s 84 | Olaf Beyer          | Allemagne de l'Est | Prague              |
| 1979  | 1 min 42 s 33 | Sebastian Coe       | Royaume-Uni        | Oslo                |
| 1980  | 1 min 44 s 53 | Donald Paige        | États-Unis         | Eugene              |
| 1981  | 1 min 41 s 73 | Sebastian Coe       | Royaume-Uni        | Florence            |
| 1982  | 1 min 44 s 45 | Steve Cram          | Royaume-Uni        | Londres             |
| 1983  | 1 min 43 s 61 | Steve Cram          | Royaume-Uni        | Oslo                |
| 1984  | 1 min 41 s 77 | Joaquim Cruz        | Brésil             | Cologne             |
| 1985  | 1 min 42 s 49 | Joaquim Cruz        | Brésil             | Coblence            |
| 1986  | 1 min 43 s 19 | Steve Cram          | Royaume-Uni        | Rieti               |
| 1987  | 1 min 43 s 06 | Billy Konchellah    | Kenya              | Rome                |
| 1988  | 1 min 42 s 65 | Johnny Gray         | États-Unis         | Zurich              |
| 1989  | 1 min 43 s 16 | Paul Ereng          | Kenya              | Zurich              |
| 1990  | 1 min 42 s 97 | Peter Elliott       | Royaume-Uni        | Séville             |
| 1991  | 1 min 43 s 08 | José Luiz Barbosa   | Brésil             | Rieti               |
| 1992  | 1 min 42 s 80 | Johnny Gray         | États-Unis         | La Nouvelle-Orléans |
| 1993  | 1 min 43 s 54 | Nixon Kiprotich     | Kenya              | Rieti               |
| 1994  | 1 min 43 s 17 | Benson Koech        | Kenya              | Rieti               |
| 1995  | 1 min 42 s 87 | Wilson Kipketer     | Danemark           | Monaco              |
| 1996  | 1 min 41 s 83 | Wilson Kipketer     | Danemark           | Rieti               |
| 1997  | 1 min 41 s 11 | Wilson Kipketer     | Danemark           | Cologne             |
| 1998  | 1 min 42 s 75 | Japheth Kimutai     | Kenya              | Stuttgart           |
| 1999  | 1 min 42 s 27 | Wilson Kipketer     | Danemark           | Bruxelles           |
| 2000  | 1 min 43 s 12 | André Bucher        | Suisse             | Lausanne            |
| 2001  | 1 min 42 s 47 | Yuriy Borzakovskiy  | Russie             | Bruxelles           |
| 2002  | 1 min 42 s 32 | Wilson Kipketer     | Danemark           | Rieti               |
| 2003  | 1 min 42 s 52 | Wilfred Bungei      | Kenya              | Bruxelles           |
| 2004  | 1 min 43 s 08 | Wilfred Bungei      | Kenya              | Zurich              |
| 2005  | 1 min 43 s 70 | Wilfred Bungei      | Kenya              | Rieti               |
| 2006  | 1 min 43 s 09 | Mbulaeni Mulaudzi   | Afrique du Sud     | Rieti               |
| 2007  | 1 min 43 s 74 | Mbulaeni Mulaudzi   | Afrique du Sud     | Monaco              |
| 2008  | 1 min 42 s 69 | Abubaker Kaki       | Soudan             | Oslo                |
| 2009  | 1 min 42 s 01 | David Rudisha       | Kenya              | Rieti               |
| 2010  | 1 min 41 s 01 | David Rudisha       | Kenya              | Rieti               |
| 2011  | 1 min 41 s 33 | David Rudisha       | Kenya              | Rieti               |
| 2012  | 1 min 40 s 91 | David Rudisha       | Kenya              | Londres             |
| 2013  | 1 min 42 s 37 | Mohamed Aman        | Éthiopie           | Bruxelles           |
| 2014  | 1 min 42 s 45 | Nijel Amos          | Botswana           | Monaco              |
| 2015  | 1 min 42 s 51 | Amel Tuka           | Bosnie-Herzégovine | Monaco              |
| 2016  | 1 min 42 s 15 | David Rudisha       | Kenya              | Rio de Janeiro      |
| 2017  | 1 min 43 s 10 | Emmanuel Korir      | Kenya              | Monaco              |
| 2018  | 1 min 42 s 05 | Emmanuel Korir      | Kenya              | Londres             |
| 2019  | 1 min 41 s 89 | Nijel Amos          | Botswana           | Monaco              |
| 2020  | 1 min 43 s 15 | Donavan Brazier     | États-Unis         | Monaco              |
| 2021  | 1 min 42 s 91 | Nijel Amos          | Botswana           | Monaco              |
| 2022  | 1 min 43 s 26 | Emmanuel Korir      | Kenya              | Zurich              |
| 2023  | 1 min 42 s 80 | Emmanuel Wanyonyi   | Kenya              | Eugene              |
| 2024  | 1 min 41 s 11 | Emmanuel Wanyonyi   | Kenya              | Lausanne            |

| Année | Temps         | Athlète                            | Nationalité          | Lieu           |
| ----- | ------------- | ---------------------------------- | -------------------- | -------------- |
| 1970  | 2 min 1 s 8   | Gunhild Hoffmeister                | Allemagne de l'Est   | Turin          |
| 1971  | 1 min 58 s 45 | Hildegard Falck                    | Allemagne de l'Ouest | Stuttgart      |
| 1972  | 1 min 58 s 6  | Hildegard Falck                    | Allemagne de l'Ouest | Munich         |
| 1973  | 1 min 57 s 48 | Svetla Zlateva                     | Bulgarie             | Athènes        |
| 1974  | 1 min 58 s 11 | Lilyana Tomova                     | Bulgarie             | Rome           |
| 1975  | 1 min 59 s 4  | Nina Morgunova                     | Union soviétique     | Moscou         |
| 1976  | 1 min 54 s 94 | Tatyana Kazankina                  | Union soviétique     | Montréal       |
| 1977  | 1 min 57 s 39 | Ileana Silai                       | Roumanie             | Bucarest       |
| 1978  | 1 min 55 s 80 | Tatyana Providokhina               | Union soviétique     | Prague         |
| 1979  | 1 min 56 s 2  | Totka Petrova                      | Bulgarie             | Paris          |
| 1980  | 1 min 53 s 43 | Nadezhda Olizarenko                | Union soviétique     | Moscou         |
| 1981  | 1 min 56 s 98 | Lyudmila Veselkova                 | Union soviétique     | Leningrad      |
| 1982  | 1 min 55 s 05 | Doina Melinte                      | Roumanie             | Bucarest       |
| 1983  | 1 min 53 s 28 | Jarmila Kratochvílová              | Tchécoslovaquie      | Munich         |
| 1984  | 1 min 55 s 69 | Irina Podyalovskaya                | Union soviétique     | Kiev           |
| 1985  | 1 min 55 s 68 | Ella Kovacs                        | Roumanie             | Bucarest       |
| 1986  | 1 min 56 s 2  | Doina Melinte                      | Roumanie             | Bucarest       |
| 1987  | 1 min 55 s 26 | Sigrun Wodars                      | Allemagne de l'Est   | Rome           |
| 1988  | 1 min 56 s 00 | Inna Yevseyeva Nadezhda Olizarenko | Union soviétique     | Kiev Kharkov   |
| 1989  | 1 min 54 s 44 | Ana Fidelia Quirot                 | Cuba                 | Barcelone      |
| 1990  | 1 min 55 s 87 | Sigrun Wodars                      | Allemagne de l'Est   | Split          |
| 1991  | 1 min 57 s 23 | Svetlana Masterkova                | Russie               | Kiev           |
| 1992  | 1 min 55 s 54 | Ellen van Langen                   | Pays-Bas             | Barcelone      |
| 1993  | 1 min 55 s 43 | Maria Mutola                       | Mozambique           | Stuttgart      |
| 1994  | 1 min 55 s 19 | Maria Mutola                       | Mozambique           | Zurich         |
| 1995  | 1 min 55 s 72 | Maria Mutola                       | Mozambique           | Monaco         |
| 1996  | 1 min 56 s 04 | Svetlana Masterkova                | Russie               | Monaco         |
| 1997  | 1 min 54 s 82 | Ana Fidelia Quirot                 | Cuba                 | Cologne        |
| 1998  | 1 min 56 s 11 | Maria Mutola                       | Mozambique           | Zurich         |
| 1999  | 1 min 55 s 87 | Svetlana Masterkova                | Russie               | Moscou         |
| 2000  | 1 min 56 s 15 | Maria Mutola                       | Mozambique           | Sydney         |
| 2001  | 1 min 56 s 85 | Maria Mutola                       | Mozambique           | Zurich         |
| 2002  | 1 min 55 s 19 | Jolanda Čeplak                     | Slovénie             | Heusden-Zolder |
| 2003  | 1 min 55 s 55 | Maria Mutola                       | Mozambique           | Madrid         |
| 2004  | 1 min 56 s 23 | Tatyana Andrianova                 | Russie               | Toula          |
| 2005  | 1 min 56 s 07 | Tatyana Andrianova                 | Russie               | Toula          |
| 2006  | 1 min 56 s 66 | Janeth Jepkosgei                   | Kenya                | Lausanne       |
| 2007  | 1 min 56 s 04 | Janeth Jepkosgei                   | Kenya                | Osaka          |
| 2008  | 1 min 54 s 01 | Pamela Jelimo                      | Kenya                | Zurich         |
| 2009  | 1 min 55 s 45 | Caster Semenya                     | Afrique du Sud       | Berlin         |
| 2010  | 1 min 57 s 34 | Alysia Johnson                     | États-Unis           | Monaco         |
| 2011  | 1 min 55 s 87 | Mariya Savinova                    | Russie               | Daegu          |
| 2012  | 1 min 56 s 19 | Mariya Savinova                    | Russie               | Londres        |
| 2013  | 1 min 56 s 72 | Francine Niyonsaba                 | Burundi              | Eugene         |
| 2014  | 1 min 57 s 67 | Ajee Wilson                        | États-Unis           | Monaco         |
| 2015  | 1 min 56 s 99 | Eunice Sum                         | Kenya                | Paris          |
| 2016  | 1 min 55 s 28 | Caster Semenya                     | Afrique du Sud       | Rio de Janeiro |
| 2017  | 1 min 55 s 16 | Caster Semenya                     | Afrique du Sud       | Londres        |
| 2018  | 1 min 54 s 25 | Caster Semenya                     | Afrique du Sud       | Paris          |
| 2019  | 1 min 54 s 98 | Caster Semenya                     | Afrique du Sud       | Doha           |
| 2020  | 1 min 57 s 68 | Faith Kipyegon                     | Kenya                | Doha           |
| 2021  | 1 min 55 s 04 | Athing Mu                          | États-Unis           | Eugene         |
| 2022  | 1 min 56 s 30 | Athing Mu                          | États-Unis           | Eugene         |
| 2023  | 1 min 54 s 97 | Athing Mu                          | États-Unis           | Eugene         |

## Palmarès olympique et mondial
| Compétition   | Hommes                   | Femmes                |
| ------------- | ------------------------ | --------------------- |
| Jeux 1896     | Teddy Flack              |                       |
| Jeux 1900     | Alfred Tysoe             |                       |
| Jeux 1904     | Jim Lightbody            |                       |
| Jeux 1908     | Mel Sheppard             |                       |
| Jeux 1912     | Ted Meredith             |                       |
| Jeux 1920     | Albert Hill              |                       |
| Jeux 1924     | Douglas Lowe             |                       |
| Jeux 1928     | Douglas Lowe             | Lina Radke            |
| Jeux 1932     | Tommy Hampson            |                       |
| Jeux 1936     | John Woodruff            |                       |
| Jeux 1948     | Mal Whitfield            |                       |
| Jeux 1952     | Mal Whitfield            |                       |
| Jeux 1956     | Tom Courtney             |                       |
| Jeux 1960     | Peter Snell              | Lyudmila Shevtsova    |
| Jeux 1964     | Peter Snell              | Ann Packer            |
| Jeux 1968     | Ralph Doubell            | Madeline Manning      |
| Jeux 1972     | Dave Wottle              | Hildegard Falck       |
| Jeux 1976     | Alberto Juantorena       | Tatyana Kazankina     |
| Jeux 1980     | Steve Ovett              | Nadezhda Olizarenko   |
| Mondiaux 1983 | Willi Wülbeck            | Jarmila Kratochvílová |
| Jeux 1984     | Joaquim Cruz             | Doina Melinte         |
| Mondiaux 1987 | Billy Konchellah         | Sigrun Wodars         |
| Jeux 1988     | Paul Ereng               | Sigrun Wodars         |
| Mondiaux 1991 | Billy Konchellah         | Liliya Nurutdinova    |
| Jeux 1992     | William Tanui            | Ellen van Langen      |
| Mondiaux 1993 | Paul Ruto                | Maria Mutola          |
| Mondiaux 1995 | Wilson Kipketer          | Ana Fidelia Quirot    |
| Jeux 1996     | Vebjørn Rodal            | Svetlana Masterkova   |
| Mondiaux 1997 | Wilson Kipketer          | Ana Fidelia Quirot    |
| Mondiaux 1999 | Wilson Kipketer          | Ludmila Formanová     |
| Jeux 2000     | Nils Schumann            | Maria Mutola          |
| Mondiaux 2001 | André Bucher             | Maria Mutola          |
| Mondiaux 2003 | Aissa Djabir Said-Guerni | Maria Mutola          |
| Jeux 2004     | Yuriy Borzakovskiy       | Kelly Holmes          |
| Mondiaux 2005 | Rachid Ramzi             | Zulia Calatayud       |
| Mondiaux 2007 | Alfred Kirwa Yego        | Janeth Jepkosgei      |
| Jeux 2008     | Wilfred Bungei           | Pamela Jelimo         |
| Mondiaux 2009 | Mbulaeni Mulaudzi        | Caster Semenya        |
| Mondiaux 2011 | David Rudisha            | Mariya Savinova       |
| Jeux 2012     | David Rudisha            | Mariya Savinova       |
| Mondiaux 2013 | Mohammed Aman            | Eunice Sum            |
| Mondiaux 2015 | David Rudisha            | Maryna Arzamasava     |
| Jeux 2016     | David Rudisha            | Caster Semenya        |
| Mondiaux 2017 | Pierre-Ambroise Bosse    | Caster Semenya        |
| Mondiaux 2019 | Donavan Brazier          | Halimah Nakaayi       |
| Jeux 2020     | Emmanuel Korir           | Athing Mu             |
| Mondiaux 2022 | Emmanuel Korir           | Athing Mu             |
| Mondiaux 2023 | Marco Arop               | Mary Moraa            |
| Jeux 2024     | Emmanuel Wanyonyi        | Keely Hodgkinson      |